# Christodoulos Mylonas
Christodoulos Mylonas (griechisch Χριστόδουλος Μυλωνάς, * 13. Mai 1995 in Athen) ist ein griechischer Handballspieler.

## Karriere
Bis 2017 spielte Mylonas in Griechenland für AC Doukas und danach für AEK Athen. Mit Athen gewann er 2022 die griechische Meisterschaft und wurde zum MVP der Meisterschaftsrunde gewählt. 2022 wechselte er zum deutschen Zweitligisten HC Elbflorenz. Nachdem Mylonas in der Saison 2022/23 in 18 Pflichtspielen 22 Treffer erzielt hatte, verließ er den Verein vorzeitig. Er kehrte zurück nach Griechenland und spielt dort wieder für Doukas. Ab Ende 2023 fiel er mit einem Kreuzbandriss aus.
Er steht im Kader der Griechischen Nationalmannschaft.